# It's a wonderful feeling
『It's a wonderful feeling』（イッツ・ア・ワンダフル・フィーリング）はRAMJET PULLEYの2枚目のアルバム。

## 内容
事実上のラストアルバム。14曲中2曲は小林哲によるインストである。

## 収録曲
| 全作詞: 麻越さとみ（#4、#7、#11を除く）、全作曲: 間島和伸。 |                                     |                                  |            |                                    |      |
| #                                                           | タイトル                            | 作詞                             | 作曲・編曲 | 編曲                               | 時間 |
| 1.                                                          | 「CHANGE THE WORLD」                | 麻越さとみ （#4、#7、#11を除く） | 間島和伸   | 小林哲、RAMJET PULLEY              | 3:28 |
| 2.                                                          | 「FLOWER」                          | 麻越さとみ （#4、#7、#11を除く） | 間島和伸   | 小林哲、RAMJET PULLEY              | 3:25 |
| 3.                                                          | 「シアラ・ルアラ 〜幸せの歌〜」     | 麻越さとみ （#4、#7、#11を除く） | 間島和伸   | 小林哲、RAMJET PULLEY              | 3:33 |
| 4.                                                          | 「A Day Remember」(inst.)           | 麻越さとみ （#4、#7、#11を除く） | 間島和伸   | 小林哲                             | 1:00 |
| 5.                                                          | 「遥かな時をコエテ」                | 麻越さとみ （#4、#7、#11を除く） | 間島和伸   | 小林哲、RAMJET PULLEY              | 4:32 |
| 6.                                                          | 「find my way」                     | 麻越さとみ （#4、#7、#11を除く） | 間島和伸   | 小林哲、RAMJET PULLEY              | 3:17 |
| 7.                                                          | 「flow」(inst.)                     | 麻越さとみ （#4、#7、#11を除く） | 間島和伸   | RUBIK'S CUBE                       | 1:14 |
| 8.                                                          | 「It's a wonderful feeling」        | 麻越さとみ （#4、#7、#11を除く） | 間島和伸   | 小林哲、RAMJET PULLEY              | 4:27 |
| 9.                                                          | 「everything」                      | 麻越さとみ （#4、#7、#11を除く） | 間島和伸   | 小林哲、RAMJET PULLEY              | 4:17 |
| 10.                                                         | 「I'll be there」                   | 麻越さとみ （#4、#7、#11を除く） | 間島和伸   | 小林哲、RAMJET PULLEY              | 3:39 |
| 11.                                                         | 「Raving through the night」(inst.) | 麻越さとみ （#4、#7、#11を除く） | 間島和伸   | 小林哲                             | 0:42 |
| 12.                                                         | 「3.3.3.」                          | 麻越さとみ （#4、#7、#11を除く） | 間島和伸   | 小林哲、RAMJET PULLEY              | 4:00 |
| 13.                                                         | 「I'll fall in love again」         | 麻越さとみ （#4、#7、#11を除く） | 間島和伸   | 小林哲、RAMJET PULLEY              | 5:13 |
| 14.                                                         | 「CHANGE THE WORLD -80.5 Remix-」   | 麻越さとみ （#4、#7、#11を除く） | 間島和伸   | 小林哲、RAMJET PULLEY Remix: AKIRA | 4:36 |
| 合計時間:                                                   | 合計時間:                           | 合計時間:                        | 47:23      |                                    |      |

### 解説
1. CHANGE THE WORLD
5thシングル。
2. FLOWER
6thシングル。日本テレビ系列「THE・サンデー」エンディングテーマ。
3. シアラ・ルアラ 〜幸せの歌〜
4. A Day Remember
小林哲によるインスト曲。
5. 遥かな時をコエテ
6. find my way
5thシングルのカップリング曲。
7. flow
間島和伸、RUBIK'S CUBEによるインスト曲。
8. It's a wonderful feeling
9. everything
童夢コマーシャルソング。
10. I'll be there
11. Raving through the night
小林哲によるインスト曲。
12. 3.3.3.
13. I'll fall in love again
14. CHANGE THE WORLD -80.5 Remix-